# Preston Foster
Preston Stratton Foster (Pitman, 24 agosto 1900 – La Jolla, 14 luglio 1970) è stato un attore e cantante statunitense.

## Biografia
Attore di Broadway fin dal 1929, Preston Foster debuttò sul grande schermo in Two Seconds (1932), versione cinematografica del dramma che aveva interpretato l'anno precedente sul palcoscenico. Durante la prima metà degli anni trenta lavorò in numerose pellicole a basso budget, acquisendo una certa fama come comprimario in film western e musicali e partecipando anche  al gangster movie Io sono un evaso (1932) con Paul Muni. Proseguì la carriera prevalentemente in B movie, dimostrandosi versatile nella commedia, grazie al suo talento di cantante e alla sua figura affabile, ma anche in ruoli più impegnativi di militare o cowboy. Ebbe modo comunque di legare il suo nome anche a titoli di rilievo, e la sua costante presenza nel cinema americano degli anni trenta lo vide incarnare spesso il ruolo di he-man ("uomo vero") a fianco di celebri dive dell'epoca, come Barbara Stanwyck nel western La dominatrice (1935), biografia della tiratrice Annie Oakley, Carole Lombard nella commedia brillante La bisbetica innamorata (1936), e Dorothy Lamour nell'esotico Notti birmane (1940).
Foster apparve inoltre in due pellicole dirette da John Ford, entrambe basate su tematiche legate al paese di origine del regista, l'Irlanda. Ne Il traditore (1935), uno dei film di Ford più acclamati dalla critica, ricoprì il ruolo di Dan Gallagher, uno dei capi dell'organizzazione irlandese dell'IRA. L'anno successivo fu nuovamente diretto da Ford ne L'aratro e le stelle (1936), ambientato durante la rivolta irlandese della settimana di Pasqua del 1916, in cui interpretò un uomo diviso tra il patriottismo, sentimento che lo spinge a entrare nell'IRA per combattere a sostegno dell'indipendenza dell'Irlanda, e l'amore per la moglie (nuovamente la Stanwyck), al quale deve anteporre il proprio senso del dovere, senza riuscire a conciliarlo con gli affetti. Ebbe anche un ruolo di primo piano nel film storico Gli ultimi giorni di Pompei (1935), nella parte di Marco, il fabbro che diventa gladiatore.
Nella filmografia dell'attore sono da ricordare inoltre i film bellici Pattuglia sottomarina (1938) e Guadalcanal (1943), il kolossal d'avventura Giubbe rosse (1940) di Cecil B. DeMille, nel ruolo del sergente Jim Brett, la commedia per ragazzi Flicka (1943) e il suo sequel Il figlio del fulmine (1945). Durante la seconda guerra mondiale si arruolò nella United States Coast Guard e raggiunse il grado di capitano e, in seguito, il titolo onorario di Commodoro. Tornò al cinema al termine del conflitto e si distinse in ruoli di coprotagonista in pellicole come il melodramma La valle del destino (1945), accanto a Gregory Peck e Greer Garson, il musical Le ragazze di Harvey (1946), interpretato da Judy Garland, e i western Ho ucciso Jess il bandito (1949), esordio nella regia di Samuel Fuller, in cui impersonò il giudice John Kelley, Tomahawk - Scure di guerra (1951) e Il giustiziere (1953), quest'ultimo accanto a Ronald Reagan. Tra i suoi ruoli migliori di questo periodo è da ricordare quello dell'ambiguo Timothy Foster, l'ex poliziotto che organizza una rapina nel noir Il quarto uomo (1952).
Dalla metà degli anni cinquanta Foster diradò le apparizioni cinematografiche e proseguì la carriera sul piccolo schermo, dove apparve nel telefilm Waterfront, in cui interpretò il ruolo del capitano John Herrick in 78 episodi andati in onda tra il 1954 e il 1955, e nella serie Gunslinger (1961). Nella seconda metà degli anni sessanta rallentò l'attività fino al definitivo ritiro dalle scene dopo un'ultima apparizione sul grande schermo nel film d'avventura La tigre in corpo (1967).

## Vita privata
Foster ebbe una figlia, Stephanie, dal primo matrimonio (1926-1945) con l'attrice teatrale Gertrude Warren. Nel 1946 si risposò con l'attrice cinematografica Sheila Darcy, con la quale si esibì in seguito come cantante alla radio e nei nightclub, formando nel 1948 un trio musicale con l'arrangiatore Gene Leis. Il secondo matrimonio con la Darcy durò fino alla morte di Foster, avvenuta il 14 luglio 1970, all'età di 69 anni.

## Filmografia

### Cinema
- Pusher-in-the-Face, regia di Robert Florey - cortometraggio (1929)
- Nothing But the Truth, regia di Victor Schertzinger (1929) (non accreditato)
- Heads Up, regia di Victor Schertzinger (1930)
- Follow the Leader, regia di Norman Taurog (1930)
- Il capitano (His Woman), regia di Edward Sloman (1931)
- Two Seconds, regia di Mervyn LeRoy (1932)
- Il dottor X (Doctor X), regia di Michael Curtiz (1932)
- L'ora tragica (The Last Mile), regia di Samuel Bischoff (1932)
- L'angelo della vita (Life Begins), regia di James Flood e Elliott Nugent (1932)
- The All-American, regia di Russell Mack (1932)
- Io sono un evaso (I Am a Fugitive from a Chain Gang), regia di Mervyn LeRoy (1932)
- You Said a Mouthful, regia di Lloyd Bacon (1932) (con il nome di Preston S. Foster)
- Just Around a Corner (1932) (cortometraggio)
- Recluse (Ladies They Talk About), regia di Howard Bretherton e William Keighley (1933) (con il nome di Preston S. Foster)
- Elmer, the Great, regia di Mervyn LeRoy (1933) (con il nome di Preston S. Foster)
- Dangerous Crossroads, regia di Lambert Hillyer (1933)
- Corruption, regia di Charles E. Roberts (1933)
- The Man Who Dared, regia di Hamilton MacFadden (1933)
- The Devil's Mate, regia di Phil Rosen (1933)
- Sensation Hunters, regia di Charles Vidor (1933)
- Hoop-La, regia di Frank Lloyd (1933)
- Heat Lightning, regia di Mervyn LeRoy (1934)
- Wharf Angel, regia di William Cameron Menzies e George Somnes (1934)
- Sleepers East, regia di Kenneth MacKenna (1934)
- The Band Plays On, regia di Russell Mack (1934)
- Strangers All, regia di Charles Vidor (1935)
- Espiazione (The People's Enemy), regia di Crane Wilbur (1935)
- Il traditore (The Informer), regia di John Ford (1935)
- Arizona (The Arizonian), regia di Charles Vidor (1935)
- Gli ultimi giorni di Pompei (The Last Days of Pompeii), regia di Merian C. Cooper e Ernest B. Schoedsack (1935)
- We're Only Human, regia di James Flood (1935)
- La dominatrice (Annie Oakley), regia di George Stevens (1935)
- La villa del mistero (Muss 'em Up), regia di Charles Vidor (1936)
- La bisbetica innamorata (Love Before Breakfast), regia di Walter Lang (1936)
- L'aratro e le stelle (The Plough and the Stars), regia di John Ford (1936)
- We Who Are About to Die, regia di Christy Cabanne (1937)
- I demoni del mare (Sea Devils), regia di Benjamin Stoloff (1937)
- The Outcasts of Poker Flat, regia di Christy Cabanne (1937)
- You Can't Beat Love, regia di Christy Cabanne (1937)
- The Westland Case, regia di Christy Cabanne (1937)
- First Lady, regia di Stanley Logan (1937)
- Everybody's Doing It, regia di Christy Cabanne (1938)
- Double Danger, regia di Lew Landers (1938)
- The Lady in the Morgue, regia di Otis Garrett (1938)
- Army Girl, regia di George Nichols Jr. (1938)
- La radio nella tempesta (The Storm), regia di Harold Young (1938)
- Pattuglia sottomarina (Submarine Patrol), regia di John Ford (1938)
- Up the River, regia di Alfred L. Werker (1938)
- The Last Warning, regia di Al Rogell (Albert S. Rogell) (1938)
- Society Smugglers, regia di Joe May (1939)
- Chasing Danger, regia di Ricardo Cortez (1939)
- News Is Made at Night, regia di Alfred L. Werker (1939)
- 20,000 Men a Year, regia di Alfred E. Green (1939)
- Missing Evidence, regia di Phil Rosen (1939)
- L'ultimo pellirossa (Geronimo), regia di Paul Sloane (1939)
- Café Hostess, regia di Sidney Salkow (1940)
- Giubbe rosse (North West Mounted Police), regia di Cecil B. DeMille (1940)
- Notti birmane (Moon Over Burma), regia di Louis King (1940)
- The Roundup, regia di Lesley Selander (1941)
- Quella notte con te (Unfinished Business, regia di Gregory LaCava (1941)
- Secret Agent of Japan, regia di Irving Pichel (1942)
- Io la difendo (A Gentleman After Dark), regia di Edwin L. Marin (1942)
- Night in New Orleans, regia di William Clemens (1942)
- Little Tokyo, U.S.A., regia di Otto Brower (1942)
- Sparvieri di fuoco (Thunder Birds), regia di William A. Wellman (1942)
- Terra di conquista (American Empire), regia di William C. McGann (1942)
- Flicka (My Friend Flicka), regia di Harold B. Schuster (1943)
- Guadalcanal (Guadalcanal Diary), regia di Lewis Seiler (1943)
- Bermuda Mystery, regia di Benjamin Stoloff (1944)
- Roger Touhy, Gangster, regia di Robert Florey (1944)
- Il figlio del fulmine (Thunderhead - Son of Flicka), regia di Lewis Seiler (1944)
- La valle del destino (House of Frankenstein), regia di Tay Garnett (1945)
- Baciami e lo saprai! (Twice Blessed), regia di Harry Beaumont (1945)
- Le ragazze di Harvey (The Harvey Girls), regia di George Sidney (1946)
- Tangeri città di avventurieri (Tangier), regia di George Waggner (1946)
- Strange Triangle, regia di Ray McCarey (1946)
- Inside Job, regia di Jean Yarbrough (1946)
- La donna di fuoco (Ramrod), regia di André De Toth (1947)
- Criniere al vento (King of the Wild Horses), regia di George Archainbaud (1947)
- L'inseguita (The Hunted), regia di Jack Bernhard (1948)
- Thunderhoof, regia di Phil Karlson (1948)
- Ho ucciso Jess il bandito (I Shot Jesse James), regia di Samuel Fuller (1949)
- La montagna rossa (The Big Cat), regia di Phil Karlson (1949)
- The Tougher They Come, regia di Ray Nazarro (1950)
- The Bogus Green, regia di Lew Landers (1951) (per la TV)
- Le furie del West (Three Desperate Men), regia di Sam Newfield (1951)
- Tomahawk - Scure di guerra (Tomahawk), regia di George Sherman (1951)
- The Big Gusher, regia di Lew Landers (1951)
- La grande notte (The Big Night), regia di Joseph Losey (1951)
- Giustizia di popolo (Montana Territory), regia di Ray Nazarro (1952)
- Il quarto uomo (Kansas City Confidential), regia di Phil Karlson (1952)
- Il giustiziere (Law and Order), regia di Nathan Juran (1953)
- La mia legge (I, the Jury), regia di Harry Essex (1953)
- Destination 60.000, regia di George Waggner (1957)
- Il codice della pistola (The Man from Galveston), regia di William Conrad (1963)
- Compagnia di codardi? (Advance to the Rear), regia di George Marshall (1964) (non accreditato)
- Viaggiatori del tempo (The Time Travelers), regia di Ib Melchior (1964)
- You've Got to Be Smart, regia di Ellis Kadison (1966)
- La tigre in corpo (Chubasco), regia di Allen H. Miner (1967)

### Televisione
- Schlitz Playhouse of Stars – serie TV, 1 episodio (1953)
- The Ford Television Theatre – serie TV, 1 episodio (1953)
- General Electric Theater – serie TV, episodio 2x10 (1953)
- Waterfront – serie TV, 78 episodi (1954-1955)
- Letter to Loretta – serie TV, 1 episodio (1955)
- Star Stage – serie TV, 1 episodio (1956)
- The O. Henry Playhouse – serie TV, 1 episodio (1957)
- Jane Wyman Presents the Fireside Theatre – serie TV, 1 episodio (1958)
- Harbor Command – serie TV, 1 episodio (1958)
- Gunslinger – serie TV, 12 episodi (1961)
- Outlaws – serie TV, episodio 1x26 (1961)
- Corruptors (Target: The Corruptors) – serie TV, episodio 1x12 (1961)
- Going My Way – serie TV, episodio 1x16 (1963)
- Undicesima ora (The Eleventh Hour) – serie TV, 1 episodio (1963)
- Indirizzo permanente (77 Sunset Strip) – serie TV, episodio 6x15 (1964)

## Doppiatori italiani
Nelle versioni in italiano dei suoi film, Preston Foster è stato doppiato da:
- Giorgio Capecchi in Giubbe rosse, Le ragazze di Harvey
- Emilio Cigoli in L'ultimo pellirossa, Notti birmane
- Mario Ferrari in Tomahawk scure di guerra
- Bruno Persa in Il giustiziere
- Corrado Racca in Il traditore
- Alberto Sordi in La valle del destino